# Solo (film fra 1980)
 For alternative betydninger, se Solo. (Se også artikler, som begynder med Solo)
Solo (russisk: Соло) er en sovjetisk spillefilm fra 1980 af Konstantin Lopusjanskij.

## Medvirkende
- Nikolaj Grinko som Aleksandr Mihajlovitj
- Jurij Radionov som Sergej
- Viktor Gogolev som Viktor Sergejevitj
- Gelena Ivlieva
- Nora Grjakalova som Aleksandra Mikhajlovna